# Ture (Virrey de Kush)
Ture (también llamado Ahmose-Ture) fue un Virrey de Kush que sirvió durante el reinado de Amenhotep I y permaneció en el cargo durante los años 1 al 3 del reinado de Thutmose I, ambos faraones de la dinastía XVIII. Era hijo del también virrey Satayit, y su hijo Ahmose Patjenna fue un alto dignatario durante los reinados de Hatshepsut y Thutmose III. Durante el reinado de Ahmose I, Ture había sido comandante de la fortaleza de Buhen.

## Testimonios de su época
- Un decreto real emitido el día de la coronación de Thutmose I en el que se informa al virrey del acceso al trono y de los títulos que portará el faraón, incluido el nombre que se debe utilizar durante las ofrendas ceremoniales.[2]
- Inscripciones en Semneh, Uronarti, mencionándole como virrey de Amenhotep I.
- Inscripción en Silsileh perteneciente al chaty de Thutmose III, Useramon. Esta inscripción está datada en el reinado de Hatshepsut, así que puede ser una mención al virrey póstuma. Turo se muestra llevando a las hijas del Ahmose Ametu en procesión.[1]
- Inscripciones en una estela de Sehel relatando cómo, por orden de Thutmose I, reabrió a la navegación el canal de Senusert III que se había cegado.[3]

Turo probablemente fue enterrado en Tebas. Una estatua suya se encontró en Deir el Bahari y los conos funerarios en la necrópolis tebana.